# Kaiserpokal 1990
Der Kaiserpokal 1990 war die 70. Austragung des Kaiserpokals, des höchsten japanischen Fußballpokalwettbewerbs. Sieger des Wettbewerbs waren die Matsushita Electric.

## Ergebnisse

### 1. Runde
|                              | Ergebnis |                                               |
| ---------------------------- | -------- | --------------------------------------------- |
| Nissan Motors                | 10:00    | Sapporo Mazda                                 |
| Mazda                        | 2:1      | Hitachi                                       |
| Toshiba                      | 5:0      | Tanabe Pharmaceutical                         |
| Mitsubishi Chemical Kurosaki | 0:2      | NKK                                           |
| Yamaha Motors                | 2:0      | Universität Tsukuba                           |
| Cosmo Oil                    | 0:5      | Fujita                                        |
| Universität Kōchi            | 0:2      | Seino Transportation                          |
| Sangyō-Universität Kyōto     | 0:4      | Furukawa Electric                             |
| All Nippon Airways           | 3:0      | NEC Yamagata                                  |
| Sportuniversität Kanoya      | 1:2      | Osaka University of Health and Sport Sciences |
| Mitsubishi Motors            | 5:0      | Aichi-Gakuin-Universität                      |
| Fujitsu                      | 1:2      | Honda Motors                                  |
| Yanmar Diesel                | 0:3      | Juntendō-Universität                          |
| YKK                          | 2:9      | Matsushita Electric                           |
| Kokushikan-Universität       | 2:1      | Handelsuniversität Osaka                      |
| Waseda-Universität           | 0:3      | Yomiuri                                       |

### Achtelfinale
|                        | Ergebnis        |                                               |
| ---------------------- | --------------- | --------------------------------------------- |
| Nissan Motors          | 2:1             | Mazda                                         |
| Toshiba                | 5:1             | NKK                                           |
| Yamaha Motors          | 2:0             | Fujita                                        |
| Seino Transportation   | 0:4             | Furukawa Electric                             |
| All Nippon Airways     | 3:1             | Osaka University of Health and Sport Sciences |
| Mitsubishi Motors      | 0:0 (3:5 i. E.) | Honda Motors                                  |
| Juntendō-Universität   | 0:2             | Matsushita Electric                           |
| Kokushikan-Universität | 1:1 (4:2 i. E.) | Yomiuri                                       |

### Viertelfinale
|                     | Ergebnis |                        |
| ------------------- | -------- | ---------------------- |
| Nissan Motors       | 2:1      | Toshiba                |
| Yamaha Motors       | 0:1      | Furukawa Electric      |
| All Nippon Airways  | 1:2      | Honda Motors           |
| Matsushita Electric | 2:1      | Kokushikan-Universität |

### Halbfinale
|               | Ergebnis |                     |
| ------------- | -------- | ------------------- |
| Nissan Motors | 1:0      | Furukawa Electric   |
| Honda Motors  | 1:2      | Matsushita Electric |

### Finale
|               | Ergebnis        |                     |
| ------------- | --------------- | ------------------- |
| Nissan Motors | 0:0 (3:4 i. E.) | Matsushita Electric |